# John Wilbye
John Wilbye (Diss, 1574 – settembre 1638) è stato un compositore inglese di madrigali.

## Biografia
Figlio di un conciatore, nacque a Brome nel Suffolk e venne battezzato il 7 marzo 1574. Divenne poi pupillo della famiglia Cornwallis. Si dice che abbia accompagnato Elizabeth Cornwallis a Hengrave Hall vicino Bury St. Edmunds intorno al 1594 quando ella sposò Sir Thomas Kytson il giovane. Scrisse il poema  Love me not for comely grace.
Il primo gruppo di suoi madrigali venne pubblicato nel 1598 ed un secondo nel 1608. Le due raccolte raccolgono un totale di 64 pezzi. Nel 1600 venne scelto per correggere le bozze del Second Booke of Songs di John Dowland. Nel 1628, alla morte di Elisabetta Cornwallis, Wilbye andò a vivere con la figlia Maria Darcy, contessa Rivers a Colchester, dove morì.
Wilbye è probabilmente il più famoso dei madrigalisti inglesi; i suoi pezzi sono stati a lungo i preferiti e spesso sono inclusi nelle collezioni moderne. Fra i suoi madrigali più noti: Weep, weep o mine eyes e Draw on, sweet night. Il suo stile è caratterizzato da una scrittura delicata per la voce, acuta sensibilità per il testo e l'uso della "falsa relazione" tra i modi maggiore e minore.
 Love me not for comely grace
Love me not for comely grace,
For my pleasing face;
Not for any outward part,
No, nor for my constant heart:
For those may fail to turn to ill,
So thou and I shall sever.
Keep therefore a true woman's eye,
And love me still, but know not why;
So hast thou the same reason,
Still to doat upon me ever.
Uno dei suoi pezzi figura nella collezione di madrigali The Triumphs of Oriana pubblicata a Londra nel 1601.